# Guidobald von Thun
Guidobald von Thun (ur. 16 grudnia 1616 w Castelfondo, zm. 1 czerwca 1668 w Ratyzbonie) – niemiecki kardynał.

## Życiorys
Urodził się 16 grudnia 1616 roku w Castelfondo, jako syn hrabiego Johanna Siegmunda Grafa i Barbary Thunów. Studiował w Collegium Germanicum, a następnie został kanonikiem kapituły w Salzburgu. 22 stycznia 1645 roku przyjął święcenia kapłańskie. 4 marca 1654 roku został wybrany arcybiskupem Salzburga, a 24 sierpnia przyjął sakrę. 7 marca 1667 roku został kreowany kardynałem prezbiterem, jednak nigdy nie otrzymał kościoła tytularnego. W tym samym roku został wybrany biskupem Ratyzbony. Zmarł tamże 1 czerwca 1668 roku.